# Смелое (Омская область)
Смелое — деревня в Полтавском районе Омской области России. Входит в состав Соловьёвского сельского поселения.

## История
Основана в 1907 году. В 1928 году село Смелое состояло из 70 хозяйств, основное население — украинцы. Центр Смеловского сельсовета Полтавского района Омского округа Сибирского края.

## Население
| 1926 | 2010 |
| ---- | ---- |
| 372  | ↘131 |